# Letònia als Jocs Olímpics
La primera participació de Letònia en el Jocs Olímpics va ser en l'edició de 1924. Després que la nació fos ocupada per la Unió Soviètica el 1940, els atletes letons van competir per la Unió Soviètica entre 1952 i 1988. Després de la dissolució de la Unió Soviètica i la independència de Letònia el 1991, la nació va tornar als Jocs Olímpics el 1992 i ha competit en tots els Jocs des de llavors.
Els atletes letons han guanyat un total de dinou medalles en els Jocs Olímpics d'Estiu i set medalles en els Jocs Olímpics d'Hivern. Han guanyat una proporció força alta de medalles de plata, amb tres medalles d'or. Aquests totals no inclouen medalles guanyades per atletes letons mentre competïen per la Unió Soviètica.
El Comitè Olímpic Nacional de Letònia es va crear per primera vegada el 1922. L'actual NOC és el Comitè Olímpic Letó, que va ser reconegut pel Comitè Olímpic Internacional el 1991.

## Taules de medalles en els Jocs
* Vora de color vermell indica torneig es va celebrar a la seva terra natal.
| Jocs                | Atletes                            | Or                                 | Argent                             | Bronze                             | Total                              | Posició                            |
| 1924 París          | 36                                 | 0                                  | 0                                  | 0                                  | 0                                  | –                                  |
| 1928 Amsterdam      | 17                                 | 0                                  | 0                                  | 0                                  | 0                                  | –                                  |
| 1932 Los Angeles    | 4                                  | 0                                  | 1                                  | 0                                  | 1                                  | 22                                 |
| 1936 Berlín         | 17                                 | 0                                  | 1                                  | 1                                  | 2                                  | 24                                 |
| 1948 Londres        | no van participar                  | no van participar                  | no van participar                  | no van participar                  | no van participar                  | no van participar                  |
| 1952–1988           | com a part de Unió Soviètica (URS) | com a part de Unió Soviètica (URS) | com a part de Unió Soviètica (URS) | com a part de Unió Soviètica (URS) | com a part de Unió Soviètica (URS) | com a part de Unió Soviètica (URS) |
| 1992 Barcelona      | 31                                 | 0                                  | 2                                  | 1                                  | 3                                  | 40                                 |
| 1996 Atlanta        | 47                                 | 0                                  | 1                                  | 0                                  | 1                                  | 61                                 |
| 2000 Sydney         | 45                                 | 1                                  | 1                                  | 1                                  | 3                                  | 44                                 |
| 2004 Atenes         | 31                                 | 0                                  | 4                                  | 0                                  | 4                                  | 58                                 |
| 2008 Beijing        | 50                                 | 1                                  | 1                                  | 1                                  | 3                                  | 45                                 |
| 2012 Londres        | 46                                 | 1                                  | 0                                  | 1                                  | 2                                  | 49                                 |
| 2016 Rio de Janeiro |                                    |                                    |                                    |                                    |                                    |                                    |
| 2020 Tòquio         |                                    |                                    |                                    |                                    |                                    |                                    |
| Total               | Total                              | 3                                  | 11                                 | 5                                  | 19                                 | 67                                 |

| Jocs                        | Atletes                            | Or                                 | Argent                             | Bronze                             | Total                              | Posició                            |
| 1924 Chamonix               | 1                                  | 0                                  | 0                                  | 0                                  | 0                                  | –                                  |
| 1928 St. Moritz             | 2                                  | 0                                  | 0                                  | 0                                  | 0                                  | –                                  |
| 1932 Lake Placid            | no van participar                  | no van participar                  | no van participar                  | no van participar                  | no van participar                  | no van participar                  |
| 1936 Garmisch-Partenkirchen | 26                                 | 0                                  | 0                                  | 0                                  | 0                                  | –                                  |
| 1948 St. Moritz             | no van participar                  | no van participar                  | no van participar                  | no van participar                  | no van participar                  | no van participar                  |
| 1952–1988                   | com a part de Unió Soviètica (URS) | com a part de Unió Soviètica (URS) | com a part de Unió Soviètica (URS) | com a part de Unió Soviètica (URS) | com a part de Unió Soviètica (URS) | com a part de Unió Soviètica (URS) |
| 1992 Albertville            | 23                                 | 0                                  | 0                                  | 0                                  | 0                                  | –                                  |
| 1994 Lillehammer            | 27                                 | 0                                  | 0                                  | 0                                  | 0                                  | –                                  |
| 1998 Nagano                 | 29                                 | 0                                  | 0                                  | 0                                  | 0                                  | –                                  |
| 2002 Salt Lake City         | 47                                 | 0                                  | 0                                  | 0                                  | 0                                  | –                                  |
| 2006 Turin                  | 57                                 | 0                                  | 0                                  | 1                                  | 1                                  | 26                                 |
| 2010 Vancouver              | 58                                 | 0                                  | 2                                  | 0                                  | 2                                  | 23                                 |
| 2014 Sotxi                  | 58                                 | 0                                  | 2                                  | 2                                  | 4                                  | 23                                 |
| 2018 Pyeongchang            |                                    |                                    |                                    |                                    |                                    |                                    |
| Total                       | Total                              | 0                                  | 4                                  | 3                                  | 7                                  | 40                                 |

| Ciclisme        | 2 | 0  | 1 | 3  |
| Gimnàstica      | 1 | 1  | 0 | 2  |
| Atletisme       | 0 | 4  | 1 | 5  |
| Piragüisme      | 0 | 2  | 0 | 2  |
| Halterofília    | 0 | 1  | 1 | 2  |
| Pentatló modern | 0 | 1  | 0 | 1  |
| Tir             | 0 | 1  | 0 | 1  |
| Lluita          | 0 | 1  | 0 | 1  |
| Voleibol platja | 0 | 0  | 1 | 1  |
| Judo            | 0 | 0  | 1 | 1  |
| Total           | 3 | 11 | 5 | 19 |

| Tobogan   | 0 | 2 | 0 | 2 |
| Luge      | 0 | 1 | 3 | 4 |
| Bobsleigh | 0 | 1 | 0 | 1 |
| Total     | 0 | 4 | 3 | 7 |

## Medallistes

### Jocs Olímpics d'Estiu
| Medalla | Nom                           | Jocs             | Esport          | Prova                               |
| ------- | ----------------------------- | ---------------- | --------------- | ----------------------------------- |
| Argent  | Jānis Daliņš                  | 1932 Los Angeles | Atletisme       | 50 km marxa masculí                 |
| Argent  | Edvīns Bietags                | 1936 Berlín      | Lluita          | Men's Greco-Roman light heavyweight |
| Bronze  | Adalberts Bubenko             | 1936 Berlín      | Atletisme       | 50 km marxa masculí                 |
| Argent  | Ivans Klementjevs             | 1992 Barcelona   | Piragüisme      | C-1 1000 metres masculí             |
| Argent  | Afanasijs Kuzmins             | 1992 Barcelona   | Tir             | Men's 25 m rapid fire pistol        |
| Bronze  | Dainis Ozols                  | 1992 Barcelona   | Ciclisme (ruta) | Men's individual race               |
| Argent  | Ivans Klementjevs             | 1996 Atlanta     | Piragüisme      | C-1 1000 metres masculí             |
| Or      | Igors Vihrovs                 | 2000 Sydney      | Gimnàstica      | Men's floor exercises               |
| Argent  | Aigars Fadejevs               | 2000 Sydney      | Atletisme       | 50 km marxa masculins               |
| Bronze  | Vsevolods Zeļonijs            | 2000 Sydney      | Judo            | Men's lightweight                   |
| Argent  | Vadims Vasiļevskis            | 2004 Atenes      | Atletisme       | Men's javelin throw                 |
| Argent  | Jevgēņijs Saproņenko          | 2004 Atenes      | Gimnàstica      | Men's vault                         |
| Argent  | Jeļena Rubļevska              | 2004 Atenes      | Pentatló modern | Women's individual                  |
| Argent  | Viktors Ščerbatihs            | 2004 Atenes      | Lluita          | Men's super heavyweight             |
| Or      | Māris Štrombergs              | 2008 Beijing     | Ciclisme (BMX)  | Men's BMX                           |
| Argent  | Ainārs Kovals                 | 2008 Beijing     | Atletisme       | Men's javelin throw                 |
| Bronze  | Viktors Ščerbatihs            | 2008 Beijing     | Lluita          | Men's super heavyweight             |
| Or      | Māris Štrombergs              | 2012 Londres     | Ciclisme (BMX)  | Men's BMX                           |
| Bronze  | Mārtiņš Pļaviņš Jānis Šmēdiņš | 2012 Londres     | Voleibol platja | Men's tournament                    |

### Jocs Olímpics d'Hivern
| Medalla | Nom                                                              | Jocs           | Esport    | Prova               |
| ------- | ---------------------------------------------------------------- | -------------- | --------- | ------------------- |
| Bronze  | Mārtiņš Rubenis                                                  | 2006 Turin     | Luge      | Individual masculí  |
| Argent  | Andris Šics Juris Šics                                           | 2010 Vancouver | Luge      | Parelles masculines |
| Argent  | Martins Dukurs                                                   | 2010 Vancouver | Tobogan   | Homes               |
| Argent  | Daumants Dreiškens Oskars Melbārdis Jānis Strenga Arvis Vilkaste | 2014 Sotxi     | Bobsleigh | Quatre homes        |
| Argent  | Martins Dukurs                                                   | 2014 Sotxi     | Tobogan   | Homes               |
| Bronze  | Andris Šics Juris Šics                                           | 2014 Sotxi     | Luge      | Parelles masculines |
| Bronze  | Mārtiņš Rubenis Elīza Tīruma Andris Šics Juris Šics              | 2014 Sotxi     | Luge      | Equips mixtos       |

## Llista de guanyadors de medalles d'or
| No.                 | Nom                  | Esport                 | Any  |
| ------------------- | -------------------- | ---------------------- | ---- |
| A la Unió Soviètica |                      |                        |      |
| 1                   | Inese Jaunzeme       | Llançament de javelina | 1956 |
| 2                   | Elvīra Ozoliņa       | Llançament de javelina | 1960 |
| 3                   | Ivans Bugajenkovs    | Voleibol               | 1964 |
| 4                   | Staņislavs Lugailo   | Voleibol               | 1964 |
| 5                   | Ivans Bugajenkovs    | Voleibol               | 1968 |
| 6                   | Oļegs Antropovs      | Voleibol               | 1968 |
| 7                   | Jānis Lūsis          | Llançament de javelina | 1968 |
| 8                   | Tatjana Veinberga    | Voleibol               | 1968 |
| 9                   | Uļjana Semjonova     | Bàsquet                | 1976 |
| 10                  | Tamāra Dauniene      | Bàsquet                | 1976 |
| 11                  | Vera Zozuļa          | Luge                   | 1980 |
| 12                  | Uļjana Semjonova     | Bàsquet                | 1980 |
| 13                  | Dainis Kūla          | Llançament de javelina | 1980 |
| 14                  | Pāvels Seļivanovs    | Voleibol               | 1980 |
| 15                  | Aleksandrs Muzičenko | Vela                   | 1980 |
| 16                  | Jānis Ķipurs         | Boblsleigh             | 1988 |
| 17                  | Vitālijs Samoilovs   | Hoquei sobre gel       | 1988 |
| 18                  | Afanasijs Kuzmins    | Tir                    | 1988 |
| 19                  | Ivans Klementjevs    | Piragüisme             | 1988 |
| 20                  | Natālija Laščonova   | Gimnàstica             | 1988 |
| 21                  | Igors Miglinieks     | Bàsquet                | 1988 |
| Letònia independent |                      |                        |      |
| 22                  | Igors Vihrovs        | Gimnàstica             | 2000 |
| 23                  | Māris Štrombergs     | BMX                    | 2008 |
| 24                  | Māris Štrombergs     | BMX                    | 2012 |